# Коршун, Степан Васильевич
Степан Васильевич Коршун (1868—1931) — гигиенист, микробиолог, иммунолог, доктор медицинских наук (1903), профессор (1910).

## Биография
Родился 6 (18) сентября 1868 года в Глухове Черниговской губернии. Дворянин, сын казачьего полковника. В конце XIX века мать Елизавета Юрьевна Коршун переехала с детьми в окрестности Краматорска и по соседству с Беленькой купила 1100 десятин земли и построила двухэтажный дом. У неё было 6 детей (братья: Юрий (1873—1951), близнецы Николай (?—1906) и Василий; сёстры: Вера и Мария). Степан был старшим. Обучался в Елатомской гимназии в Тамбовской губернии, в 1887 году окончил 2-ю Харьковскую гимназию и поступил на медицинский факультет Харьковского университета. На последнем курсе участвовал в борьбе с эпидемией холеры, заведовал холерным бараком в Славянске; не оставил этой работы даже во время сдачи экзаменов. В 1893 году после окончания эпидемии сдал государственные экзамены и получил диплом с отличием.

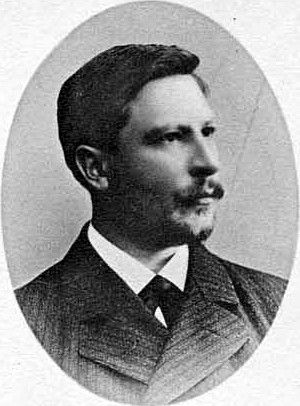
С. В. Коршун в молодости.

В мае 1894 году был утверждён сверхштатным ординатором терапевтической госпитальной клиники, где проходил подготовку в течение 3 лет. Одновременно в 1894—1895 годах занимался бактериологией в Бактериологической лаборатории Харьковского медицинского общества под руководством В. К. Высоковича. В 1895 году, в связи с отъездом Высоковича в Киев, занял должность ассистента бактериологической станции Харьковского медицинского общества, то есть фактически стал руководителем бактериологической станции, которая в 1908 году была преобразована в Бактериологический институт.
В 1900 году занял должность сверхштатного лаборанта на кафедре гигиены Харьковского университета, продолжая в основном работать в Бактериологическом институте. В 1901—1902 годах работал за границей у профессора Пауля Эрлиха. Вернувшись в 1903 году защитил докторскую диссертацию  по теме «О биохимической связи между токсинами и энзимами» и стал приват-доцентом по кафедре гигиены Харьковского университета.
С 1906 года работал в Пастеровском институте у И. И. Мечникова, в институтах гигиены Берлина, Мюнхена, Бреслау.
В 1908 году избран профессором гигиены на медицинском факультете Харьковского университета, продолжая работать (с 1907 года) в Бактериологическом институте. В 1910 году был избран экстраординарным профессором кафедры гигиены Харьковского университета и ушёл из бактериологическом институте, в который, впрочем, вернулся в 1914 году.
Во время Гражданской войны «служил в армии А. И. Деникина консультантом по заразным болезням при Главном начальнике санчасти». В 1919 году в отступавшей армии Деникина Коршун боролся с холерой и сыпным тифом. Он отклонил все предложения об эвакуации и остался в Новороссийске вместе с ранеными и больными. В 1920 году утверждён в звании профессора медицинского факультета Кубанского университета.
На объединённом заседании профессоров и младшего преподавательского состава медицинского и одонтологического факультетов Харьковского медицинского института 14 ноября 1921 года С. В. Коршун одновременно Н. С. Бокариусом и В. Д. Брантом был избран кандидатом на пост ректора института; набрал больше всего голосов и 22 мая 1922 года Президиум Главпрофобра утвердил Коршуна на должность ректора. Он сменил на этом посту партийного выдвиженца Г. В. Гусакова, снятого за допущенные промахи и недоработки. Однако Г. В. Гусаков оставался политкомиссаром института и уже 1 ноября 1922 года Коршун был смещён с поста ректора. К этому эпизоду относится запись в дневнике В. И. Вернадского от 9 ноября 1922 года со ссылкой на Л. А. Тарасевича, что в Харькове готовится высылка за границу бактериолога Коршуна. Однако предположение Тарасевича и Вернадского не подтверждается документами по поводу высылки интеллигенции в 1921—1923 годах.
В 1923 году был назначен директором Института инфекционных болезней имени И. И. Мечникова в Москве.
13 августа 1930 года Коршуна арестовали в один день с Ф. Г. Бернгофом, помощником заведующего эпидемиологическим отделом института, где Коршун был директором, (МБИ имени Мечникова), и с директором Ростовского микробиологического института М. И. Штуцером. В течение года шло дело «о вредительстве в микробиологии», было арестовано более 50 крупнейших ученых. Существует версия, высказанная полковником юстиции запаса В. Звягинцевым, по которой С. В. Коршун, как и О. Г. Биргер, были арестованы после того, как отказались участвовать в разработке средств ведения бактериологической войны. Коршун был признан главой «вредительской организации микробиологов», по версии следствия он «создал антисоветские группы в институте им. Мечникова, в Саратовском микробиологическом институте и в других институтах СССР». На заседании коллегии ОГПУ 23 октября 1931 года отдельно был решён вопрос о необходимости конфискации личных библиотек арестованных микробиологов, у подследственных были конфисковали в том числе и личные микроскопы. В конце 1931 года большинство участников процесса, включая С. В. Коршуна, во внесудебном порядке  коллегией ОГПУ были осуждены на 10 лет ИТЛ, М. И. Штуцер и О. Г. Биргер получили 5 лет лагерей, В. А. Новосельский — 3 года лагерей, проходящие с ними по одному делу профессора П. Ф. Беликов и П. С. Розен получили по 3 года ссылки.
С. В. Коршун покончил жизнь самоубийством в Бутырской тюрьме в самом конце 1931 года.
Основной состав осуждённых по процессу «микробиологов-вредителей» оказался в закрытом военном институте в Покровском монастыре в Суздале, где они занимались разработкой бактериологического оружия и средств защиты.

## Научная деятельность
С. В. Коршун опубликовал около 80 научных работ. Ряд его работ посвящен технике выполнения и расшифровке результатов реакции Вассермана, разработке серологической диагностики сыпного тифа, активной иммунизации детей против дифтерии и скарлатины. Для профилактики дифтерии и скарлатины Коршун предложил специальную нейтральную смесь дифтерийного токсина с антитоксином и комбинированную скарлатинозную вакцину, состоящую из культуры убитых гемолитических стрептококков и скарлатинозного токсина. В годы первой мировой войны С. В. Коршун с сотрудниками Харьковского института разработал метод получения стандартной противостолбнячной сыворотки. Известны также его работы по противотуберкулезной вакцинации. В совместной работе с Монгенротом (Morgenroth) 1902 года Коршун доказал, что гемолитическое действие экстрактов из органов зависит от присутствия в них липоидов. В 1920-е годы Коршун активно занимался проблемой иммунизации против дифтерии и скарлатины. Он предложил так называемую «нейтральную смесь дифтерийного токсина с антитоксином» и «комбинированную скарлатинозную вакцину». Кроме того он разрабатывал противотуберкулезную вакцинацию BCG (сделал по этому поводу ряд докладов на съездах и опубликовал статьи в «Московском медицинском журнале» с 1926 года.). Был редактором и соавтором сборников статей «Дифтерия», «Скарлатина» (М.—Л., 1925) и «Основ медицинской микробиологии» (т. I—II, М.—Л., 1929—1930).
В 1924 году предложил новую методику вакцинации против кишечных инфекций с помощью убитых формалином культур микробов.
Автор статей в первом издании Большой советской энциклопедии.
В советской «Большой медицинской энциклопедии», изданной в 1930 году, в целом, весьма позитивная статья о С. В. Коршуне заканчивается неожиданно: «При советской власти К., защищая идею „аполитичности“ научной деятельности, примкнул к правой профессуре».

## Семья
- Жена — ? (известно, что в 1908 году Коршун называл себя «человеком семейным», то есть был женат[4]).
  - Дочь — Лидия Степановна, проживала в Харькове.[источник не указан 845 дней]

## Память
- Ещё в советское время на усадебном доме под Краматорском, где вырос С. В. Коршун, была повешена чугунная мемориальная доска, но в начале 1990-х её украли сборщики металлолома[3].
- В ноябре 2016 года Улица 17 партсъезда в Краматорске была переименована в  улицу Степана Коршуна[14]

### Рекомендуемые источники
- Xецров И. Проф. С. В. Коршун. // Гигиена и эпидемиология. — 1928. — № 3.
- Здравосмыслов В. М. К вопросу о биологии туберкулёзных бактерий и приготовлений противотуберкулёзных сывороток // Журнал микробиологии, патологии и инфекционных. болезней. — М. : Госиздат, 1928. — № 3, 5. (Посвящено С. В. Коршуну по поводу 35-летия его деятельности).
- Дяченко С. С. С. В. Коршун и его роль в развитии медицинской микробиологии на Украине // Микробиологический журнал,  Наук. думка., 1982. — С. 44-45 ( МКЖ. 1983. Т. 45, № 5)